# Tournoi pré-olympique de l'UEFA
Le tournoi pré-olympique de l'UEFA a eu pour but de désigner les nations qualifiées au sein de la zone Europe pour participer au tournoi final de football des Jeux olympiques.
Il fut organisé tous les quatre ans de 1959 à 1988, conjointement à d'autres tournois continentaux. La compétition était généralement disputée sur une durée de deux années, à l'exception de la dernière édition qui a nécessité trois ans alors que le nombre de pays européens participants atteint alors son maximum, soit 27 nations sur les 34 membres que compte alors l'UEFA.
Le tout premier tournoi pré-olympique, disputé en matches aller et retour à élimination directe, prit toutefois place lors de l'olympiade précédente, en 1955-1956, en prélude aux Jeux de Melbourne mais son organisation n'était pas encore confiée aux fédérations continentales respectives et il n'impliquait alors que 26 pays issus de quatre continents.
Le tournoi pré-olympique de l'UEFA n'est pas un tournoi à proprement parler : il s'agit simplement d'une compétition éliminatoire permettant de qualifier un nombre défini d'équipes pour le véritable tournoi olympique. Lors de chaque édition, les participants furent systématiquement répartis en autant de groupes qu'il y avait de places attribuées à la zone européenne dans le tournoi des Jeux olympiques. Tous les vainqueurs de groupe étaient ainsi qualifiés. Depuis 1992, c'est le Championnat d'Europe espoirs qui fait office de qualifications aux Jeux olympiques d'été, entraînant ainsi la disparition de cette compétition pré-olympique.
Chez les femmes, les éliminatoires pour les Jeux olympiques se font par le biais de la Coupe du monde féminine de football jusqu'en 2020, ensuite c'est la Ligue des nations féminine de l'UEFA qui fait office de phase qualificative à partir de la saison 2023-2024.

## Éligibilité des joueurs
Pendant le XXe siècle, le CIO adapte les Jeux à sa perception des changements économiques, politiques et techniques du monde. Ainsi, les Jeux olympiques sont, comme le voulait Pierre de Coubertin, d'abord réservés aux purs amateurs, le règlement du CIO interdisant la participation de sportifs professionnels. Bien que malmenée par les supercheries (notamment l'amateurisme marron) autour du statut faussement « amateur » de nombreux sportifs, l'exclusion du professionnalisme reste en vigueur jusqu'en 1981. Si le passage de l’amateurisme pur au professionnalisme est dans les faits progressif, le XIe Congrès olympique en 1981 marque une révolution pour l'olympisme, avec l'admission des sportifs officiellement professionnels,.
L'évolution de l'éligibilité des athlètes se traduit en particulier pour l'épreuve du football comme suit :
- 1908 à 1956 : Seuls les footballeurs amateurs sont admis, les joueurs professionnels sont exclus.
- 1960 :  Seuls les footballeurs amateurs n'ayant pas été sélectionnés pour l'une des 16 équipes qualifiées pour la Coupe du monde 1958 sont admis, les joueurs professionnels sont exclus.
- 1964 : Seuls les footballeurs amateurs n'ayant pas participé, excepté pour l'Afrique et l'Asie, aux tours préliminaires ou à la phase finale de la Coupe du monde 1962 sont admis, les joueurs professionnels sont exclus.
- 1968 à 1976 : Seuls les footballeurs amateurs sont admis, les joueurs professionnels sont exclus.
- 1980 : Seuls les footballeurs amateurs sont admis, excepté ceux, pour l'Europe et l'Amérique du Sud, ayant participé aux qualifications ou à la phase finale de la Coupe du monde 1978, les joueurs professionnels sont exclus.
- 1984 : Pour la première fois, les joueurs professionnels sont admis, à l'exception de ceux, pour l'Europe et l'Amérique du Sud, ayant participé aux éliminatoires ou à la phase finale d'une Coupe du monde de football ; les règles étaient encore soumises à débat lors des premières rencontres qualificatives ce qui provoqua quelques malentendus quant à l'alignement de joueurs amateurs ou professionnels.
- 1988 : Les règles de 1984 furent maintenues mais les joueurs, pour l'Europe et l'Amérique du Sud, ayant disputé moins de 90 minutes dans une seule rencontre de Coupe du monde étaient cette fois admis.
- 1992 : La compétition est réservée aux joueurs nés le 1er août 1969 ou plus tard.
- depuis 1996 : La compétition est ouverte à tous les joueurs de moins de 23 ans, avec l'addition pour le tournoi final d'un maximum de trois joueurs plus âgés.

## Résultats

### Historique
| Édition   | Édition          | Équipes qualifiées                    | Équipes qualifiées                 | Équipes qualifiées | Équipes qualifiées                    | Équipes qualifiées | Équipes qualifiées | Équipes qualifiées |
| Édition   | Édition          | Groupe 1                              | Groupe 2                           | Groupe 3           | Groupe 4                              | Groupe 5           | Groupe 6           | Groupe 7           |
| --------- | ---------------- | ------------------------------------- | ---------------------------------- | ------------------ | ------------------------------------- | ------------------ | ------------------ | ------------------ |
| 1959-1960 | Rome 1960        | Danemark                              | Pologne                            | Bulgarie           | Yougoslavie                           | Grande-Bretagne    | France             | Hongrie            |
| 1963-1964 | Tokyo 1964       | Roumanie                              | Hongrie                            | Allemagne de l'Est | Italie                                | Tchécoslovaquie    |                    |                    |
| 1967-1968 | Mexico 1968      | Tchécoslovaquie                       | Bulgarie                           | France             | Espagne                               |                    |                    |                    |
| 1971-1972 | Munich 1972      | Union soviétique                      | Pologne                            | Allemagne de l'Est | Danemark                              |                    |                    |                    |
| 1975-1976 | Montréal 1976    | Union soviétique                      | Allemagne de l'Est                 | Espagne            | France                                |                    |                    |                    |
| 1979-1980 | Moscou 1980      | Tchécoslovaquie                       | Yougoslavie                        | Espagne            | Norvège Allemagne de l’Ouest Finlande |                    |                    |                    |
| 1983-1984 | Los Angeles 1984 | Union soviétique Allemagne de l’Ouest | Allemagne de l'Est Pologne Norvège | Yougoslavie        | France                                |                    |                    |                    |
| 1986-1988 | Séoul 1988       | Allemagne de l’Ouest                  | Italie                             | Suède              | Union soviétique                      | Yougoslavie        |                    |                    |

### Performances par nation
- Seuls cinq pays ont participé à toutes les éditions du tournoi pré-olympique de l'UEFA : la France, la Bulgarie, la Roumanie, la Grèce et les Pays-Bas ; les deux derniers sans jamais parvenir à se qualifier.
- La Yougoslavie est la nation qui présente le meilleur bilan ayant remporté une médaille d'or et participé à cinq phases finales entre 1960 et 1988 en s'étant placée quatre fois sur six au terme des éliminatoires et une fois d'office comme tenante du titre.
- La France est la seule équipe européenne qui, sur cette période, a du participer aux qualifications après avoir remporté le titre olympique en 1984.
- La Hongrie est le pays le plus titré avec deux tournois remportés consécutivement (1964 et 1968), après avoir déjà décroché la médaille d'or en 1952.
- La Finlande est la seule nation qui a pu participer à une seule phase finale sans s'être qualifiée au préalable, bénéficiant du retrait de la Norvège et l'Allemagne de l'Ouest à la suite du boycott des Jeux olympiques d'été de 1980.
- L'ensemble des 34 membres, sauf Malte, que compte l'UEFA en 1988 a participé au moins une fois à la compétition, à la particularité près que les quatre nations britanniques (l'Angleterre, l'Écosse, l'Irlande du Nord et le pays de Galles) étaient réunies sous la bannière de la Grande-Bretagne (le nom utilisé par le Royaume-Uni aux Jeux olympiques) lors des éditions auxquelles elles ont participé.
- La fédération israélienne fut exclue de la Confédération asiatique de football (AFC) en 1974 à la suite des tensions politiques liées au conflit israélo-arabe, elle est alors régulièrement versée dans la zone Europe ou la zone Océanie lors des éliminatoires des grandes compétitions, comme ce fut déjà souvent le cas avant son exclusion, et ce jusqu'en 1994, date à laquelle elle est définitivement intégrée à l'UEFA ; Israël prend ainsi part à trois reprises à cette compétition.

| Pays                 | Participations                                     | Qualifications             | Phases finales                     | Pays hôte | Titres         |
| -------------------- | -------------------------------------------------- | -------------------------- | ---------------------------------- | --------- | -------------- |
| France               | 8 (1960, 1964, 1968, 1972, 1976, 1980, 1984, 1988) | 4 (1960, 1968, 1976, 1984) | 4 (1960, 1968, 1976, 1984)         |           | 1 (1984)       |
| Bulgarie             | 8 (1960, 1964, 1968, 1972, 1976, 1980, 1984, 1988) | 2 (1960, 1968)             | 2 (1960, 1968)                     |           |                |
| Roumanie             | 8 (1960, 1964, 1968, 1972, 1976, 1980, 1984, 1988) | 1 (1964)                   | 1 (1964)                           |           |                |
| Grèce                | 8 (1960, 1964, 1968, 1972, 1976, 1980, 1984, 1988) |                            |                                    |           |                |
| Pays-Bas             | 8 (1960, 1964, 1968, 1972, 1976, 1980, 1984, 1988) |                            |                                    |           |                |
| Union soviétique     | 7 (1960, 1964, 1968, 1972, 1976, 1984, 1988)       | 4 (1972, 1976, 1984, 1988) | 4 (1972, 1976, 19802, 19841, 1988) | 1 (1980)  | 1 (1988)       |
| Allemagne de l'Est   | 7 (1960, 1964, 1968, 1972, 1976, 1984, 1988)       | 4 (1964, 1972, 1976, 1984) | 4 (1964, 1972, 1976, 19803, 19844) |           | 1 (1976)       |
| Pologne              | 7 (1960, 1964, 1968, 1972, 1980, 1984, 1988)       | 3 (1960, 1972, 1984)       | 3 (1960, 1972, 19763, 19844)       |           | 1 (1972)       |
| Espagne              | 7 (1964, 1968, 1972, 1976, 1980, 1984, 1988)       | 3 (1968, 1976, 1980)       | 3 (1968, 1976, 1980)               |           |                |
| Allemagne de l'Ouest | 7 (1960, 1964, 1968, 1976, 1980, 1984, 1988)       | 2 (1980, 1988)             | 3 (19722, 19805, 19841, 1988)      | 1 (1972)  |                |
| Danemark             | 7 (1960, 1964, 1972, 1976, 1980, 1984, 1988)       | 2 (1960, 1972)             | 2 (1960, 1972)                     |           |                |
| Finlande             | 7 (1960, 1964, 1968, 1976, 1980, 1984, 1988)       |                            | 1 (19805)                          |           |                |
| Yougoslavie          | 6 (1960, 1972, 1976, 1980, 1984, 1988)             | 4 (1960, 1980, 1984, 1988) | 5 (1960, 19643, 1980, 1984, 1988)  |           | 1 (1960)       |
| Hongrie              | 6 (1960, 1964, 1976, 1980, 1984, 1988)             | 2 (1960, 1964)             | 4 (1960, 1964, 19683, 19723)       |           | 2 (1964, 1968) |
| Tchécoslovaquie      | 6 (1960, 1964, 1968, 1976, 1980, 1988)             | 3 (1964, 1968, 1980)       | 3 (1964, 1968, 1980, 19846)        |           | 1 (1980)       |
| Islande              | 6 (1960, 1964, 1968, 1972, 1976, 1988)             |                            |                                    |           |                |
| Autriche             | 6 (1960, 1968, 1972, 1976, 1980, 1988)             |                            |                                    |           |                |
| Turquie              | 6 (1964, 1968, 1972, 1976, 1980, 1988)             |                            |                                    |           |                |
| Italie               | 5 (1964, 1972, 1980, 1984, 1988)                   | 2 (1964, 1988)             | 4 (19602, 1964, 19846, 1988)       | 1 (1960)  |                |
| Norvège              | 5 (1960, 1976, 1980, 1984, 1988)                   | 1 (1980)                   | 1 (19805, 19844)                   |           |                |
| Suisse               | 5 (1960, 1964, 1968, 1972, 1988)                   |                            |                                    |           |                |
| Irlande              | 5 (1960, 1972, 1976, 1980, 1988)                   |                            |                                    |           |                |
| Royaume-Uni          | 4 (1960, 1964, 1968, 1972)                         | 1 (1960)                   | 1 (1960)                           |           |                |
| Luxembourg           | 3 (1960, 1972, 1976)                               |                            |                                    |           |                |
| Israël               | 3 (1960, 1980, 1984)                               |                            |                                    |           |                |
| Belgique             | 3 (1980, 1984, 1988)                               |                            |                                    |           |                |
| Suède                | 2 (1964, 1988)                                     | 1 (1988)                   | 1 (1988)                           |           |                |
| Albanie              | 2 (1964, 1972)                                     |                            |                                    |           |                |
| Liechtenstein        | 2 (1984, 1988)                                     |                            |                                    |           |                |
| Portugal             | 2 (1984, 1988)                                     |                            |                                    |           |                |
| Chypre               | 1 (1988)                                           |                            |                                    |           |                |

1 L'Union soviétique participe au boycott des JO 1984, c'est l'Allemagne de l'Ouest qui hérite ainsi de la place qualificative

2 Qualifié d'office comme pays hôte

3 Qualifié d'office comme tenant du titre

4 L'Allemagne de l'Est participe au boycott des JO 1984 ainsi que son dauphin la Pologne, c'est la Norvège qui hérite ainsi de la place qualificative

5 La Norvège participe au boycott des JO 1980 ainsi que son dauphin l'Allemagne de l'Ouest, c'est la Finlande qui hérite ainsi de la place qualificative

6 Qualifiée d'office comme tenante du titre, la Tchécoslovaquie participe au boycott des JO 1984 , c'est l'Italie qui hérite ainsi de la place qualificative